# Костачаро
Костача̀ро (на италиански: Costacciaro) е село и община в Централна Италия, провинция Перуджа, регион Умбрия. Разположено е на 567 m надморска височина. Населението на общината е 1319 души (към 2010 г.).